# Богданівка (Драбинівська сільська громада)
Богдані́вка — село в Україні, у Драбинівській сільській громаді Полтавського району Полтавської області. Населення становить 272 осіб. Колишній (до 2017) центр Богданівської сільської ради.

## Географія
Село Богданівка знаходиться на лівому березі річки Кустолове, вище за течією на відстані 4 км розташоване село Кустолове Перше, нижче за течією примикає село Варварівка.

## Історія
12 червня 2020 року, відповідно до розпорядження Кабінету Міністрів України № 721-р «Про визначення адміністративних центрів та затвердження територій територіальних громад Полтавської області», село увійшло до складу Драбинівської сільської громади[1].
19 липня 2020 року, в результаті адміністративно - територіальної реформи та ліквідації  Новосанжарського району, село увійшло до складу новоутвореного Полтавського району[2].

## Населення

### Мова
Розподіл населення за рідною мовою за даними перепису 2001 року:
| Мова       | Кількість | Відсоток |
| ---------- | --------- | -------- |
| українська | 265       | 97.43%   |
| російська  | 7         | 2.57%    |
| Усього     | 272       | 100%     |

## Клімат
Середня тривалість зимового кліматичного сезону понад 120 днів, літнього — 124 дні. Середньорічна кількість опадів на території ради в межах 460—560 мм. В цілому кліматичні умови ради сприятливі для життя людини.

## Економіка
На території сільської ради розміщені такі сільськогосподарські підприємства: ТОВ "Елеватор «Чиста криниця» — 1677,49 га. ріллі, ПА «Росинка» — 26,34 га. ріллі, СФГ «Надія» — 50,0 га. ріллі, орендують землю СФГ «Тихоненко» 13,3 га. та СФГ «Хортиця»- 50,8 га. Працюють два приватні підприємці та магазин ДП «Руденківське», які забезпечують товарами повсякденного попиту жителів сіл Варварівка і Богданівка. На території сільської ради знаходяться два фельдшерсько-акушерські пункти, Богданівський навчально-виховний комплекс, сільський будинок культури та бібліотека, поштове відділення.

## Відомі люди

### Народились
- Потькало Микола Павлович — журналіст, прозаїк, публіцист, редактор, член Національної спілки журналістів України, член Соціалістичної партії України.
- Чиссов Іван Михайлович — радянський військовий льотчик часів Другої світової війни, штурман авіації далекої дії.